# 神風型 (旭日の艦隊)
神風型 （かみかぜがた）は、架空戦記『紺碧の艦隊』、『旭日の艦隊』に登場する架空の駆逐艦。
前世一等駆逐艦『神風』の名を艦型に戴いている。『紺碧の艦隊』に登場する第23高速水雷戦隊の『雪嵐級』
と同じく、前世『陽炎級』近代改修型を設計ベースにしたと思われるが、旭日艦隊が行動する独逸聖域海での戦闘を考慮し、「対地・対艦攻撃」よりも対潜能力強化に努めた艦型と言える。

## 特徴
この駆逐艦の用途は、潜水艦攻撃を主目的に建造されている。というのも旭日艦隊が派遣された後世大西洋は、前世以上にUボートの脅威に晒されており、対潜水艦対策は旭日艦隊艦艇にとっては必要不可欠の要素の一つであった。
本級のサイズ、高角砲の搭載数は秋月型駆逐艦と構成が近い。これは両艦型が、前世同様「設計の手間」と「量産性」を考慮した『戦時急造型』の姉妹艦と推測されるからである（ただし、前世のように「資材窮乏」や「艦艇消耗」を考慮した間に合わせではない）。
なお、神風型対潜駆逐艦は、後方支援部隊など「輸送船団護衛艦隊」にも多数配備されており、『紺碧の艦隊10巻-暗雲印度戦線』にて、航空巡洋艦「東光」を旗艦とした黒潮型輸送艦船団「朝日島設営隊」の護衛任務中、独Uボート船団の反撃に遭い、神風型3隻の内『桐風』が雷撃にて轟沈するという惨禍が起きている。

### 諸元（原作）
- 全長:118m
- 水線幅:12m
- 基準排水量:2,380t
- 速力:32ノット（蒸気タービンのみ）・45ノット（艦尾両舷の『緊急用ジェットエンジン』使用時[2]）

### 武装
- 10cm65口径連装高角砲:3基
- 61cm4連装長魚雷発射管:1基
- 32cm3連装短魚雷発射管:2基
- 4連装対艦噴進弾発射機:1基
- 25mm3連装対空機銃:7基
- Y型爆雷投射機:1基（注）
- 爆雷投下軌条:2条（注）
- 艦首聴音機:1基
- 曳航式聴音機:1基
- 電波妨害金属片発射機:1基
- 煙幕弾発射機

## 所属部隊
- 第70駆逐戦隊（司令部直衛艦隊）

「怒風」「雷風」「陣風」「剣風」
- 第71駆逐戦隊

「神風」「太刀風」「響風」「旋風」「旗風」（前衛遊撃艦隊）
「追風」（第一遊撃打撃艦隊）